# Trhák (film)
Trhák je český komediální filmový muzikál, který v roce 1980 natočil podle scénáře Zdeňka Svěráka a Ladislava Smoljaka režisér Zdeněk Podskalský. Vystoupilo v něm množství tehdy populárních československých herců i hvězd populární hudby, i když řada z nich jen jako epizodní camea. Děj je rámován jako proces filmového natáčení původně prostého příběhu z vesnického prostředí, z nějž se však megalomanský režisér snaží vyrobit velkolepou a hvězdami nabitou hudební show – zkrátka trhák.

## Děj
Filmová komedie ve stylizované nadsázce vypráví o natáčení muzikálu ze života současné vesnice. Oficiální text distributora praví toto: „Panu Jíšovi se podařilo udat na Barrandově svůj první scénář. Už ve fázi přípravných prací s hrůzou zjišťuje, že filmaři naprosto obešli jeho záměr – místo sondy do života současné vesnice připravují velkolepou hudební show, o níž jsou přesvědčeni, že bude divácký trhák. Hned první záběry hovoří za mnohé. Do obce Lipovec přijíždí elegán, kterého všichni místní funkcionáři i prostí občané vítají zpěvem a tancem, neboť tento kýžený odborník jim má svými progresivními metodami pomoci zvýšit hektarové výnosy. Natáčení pokračuje v podobném duchu a novopečený scenárista se nestačí divit.“
Snímek začíná tím, že se nezkušený scenárista Jíša dostaví do Filmového studia Barrandov a dozví se radostnou zprávu, že jeho scénář se bude realizovat. Na základě jeho jednoduchého námětu, kde všechno mělo být prosté a „jako ze života“, však velikášský režisér Kohoutek začne vytvářet bombastický projekt plný hvězd, hudby, tanců a velkolepých scén. Od počátku tak bojuje s cholerickým produkčním Šusem, který celý film považuje za blábol a Kohoutkovy nápady za vyhazování peněz.
Jíšův scénář spočívá v tom, že do malebné vesnice Lipovec přijede pohledný pyrotechnik Ticháček, aby zde aplikoval převratnou metodu expresního transportu chlévského hnoje na družstevní lány. Dostane se mu vřelého přijetí od celé obce a ubytování v chalupě u Lukešů, a seznámí se s krásnou učitelkou Eliškou. Ta má v té době vztah s tajemným zdejším zámeckým pánem Pavlem Lenským, který jí zpívá písně o lásce ke všemu živému, a nakonec se ukáže, že pracuje v blízkém městě jako řezník a uzenář. Elišku však nejvíc zklame svou zbabělostí při noční procházce strašidelným lesem, a ona od něj konečně uteče do náruče Ticháčka, který svou odvahu prokazuje dennodenně při práci s výbušninami. Vedlejší linkou je příběh hajného Kaliny, který neustále odhání nápadníky od svých tří krásných dcer, a nakonec sám zahoří láskou k nové poštovní úřednici, kterou je Ticháčkova sestra Zuzka. Film tak šťastně končí pěti svatbami (Ticháčkovou, Kalinovou a všech jeho dcer), pouze zhrzený Lenský zůstává osamocen. Satirický prvek obstarává zedník Merunka, který všechny domy ve vesnici postavil ze šizené malty, a proto jako jediný protestuje proti Ticháčkovým metodám, neboť se oprávněně obává, že jeho domy vlivem otřesů spadnou.
Natáčení provázejí různé standardní nehody a komplikace, situace se ale fatálně vyhrotí, když Kohoutek omylem způsobí předčasný výbuch kulis vesnice, které se tak musí pro záběr stavět znovu. Zbytek natáčení tak probíhá v extrémně úsporném režimu, kdy jsou masové scény zalidňovány dobrovolníky coby „akce Z“, letecké záběry jsou imitovány pomocí fukaru a běhání se stromky kolem stojícího letadla, a náročná revuální scéna „strašidelného lesa“ je vyřešena vlepením záběrů ukradených z jiných filmů. Některé zbytečné potíže jsou způsobeny i režisérovým nepochopením scénických poznámek – např. zaražený pilot před hájovnou nebo „Ticháčková se nemůže odtrhnout od okna“.
Během natáčení ještě sledujeme romantickou linku mezi představiteli Ticháčka a učitelky Elišky, která souzní s dějem ve scénáři.
Přes veškerá protivenství je film dotažen do konce, ačkoliv mnoho členů štábu v čele se Šusem se k výsledku příliš nechce znát a očekává propadák. Diváci premiérové projekce v letním kině jsou však nadšení, a bouřku, která přijde ke konci promítání a roztrhá plátno a nakonec i filmový pás, považují za bravurně zvládnutý režijní záměr.

## Herecké obsazení
Ve výčtu se prolínají role v zastřešujícím ději (natáčení filmu) a role v natáčeném filmu samotném. Herci a zpěváci obsazení v Kohoutkově filmu přitom zpravidla vystupují v rolích sama sebe hrajících určené postavy (níže označené hvězdičkou). Mimo záběr se tak označují svými skutečnými jmény, na rozdíl od představitelů štábu (role bez hvězdičky).
- Hana Zagorová – *učitelka Eliška
- Josef Abrhám – *pyrotechnik Ticháček
- Juraj Kukura – *Pavel Lenský
- Waldemar Matuška – *hajný Kalina
- Laďka Kozderková – *poštovní doručovatelka Ticháčková
- Ladislav Smoljak – režisér Kohoutek
- Zdeněk Svěrák – scenárista Jíša
- Petr Čepek – produkční Šus
- Jiřina Jirásková – skriptka
- Bedřich Prokoš – dramaturg Moucha
- Radka Fidlerová – asistentka režie
- Dagmar Patrasová – klapka
- Kateřina Chárová – asistentka produkce
- Olga Blechová, Hana Buštíková, Dagmar Veškrnová – *dcery hajného Kaliny
- Jiří Korn, Jiří Schelinger, Milan Drobný – *nápadníci dcer hajného Kaliny
- Petr Spálený – *předseda JZD Rambousek
- Alena Karešová – *rostlinářka
- Jaroslav Vozáb – *tajemník Papírník
- Zdeněk Řehoř – *Lukeš
- Lída Roubíková – *Lukešová
- Václav Lohniský – *zedník Merunka
- Rudolf Hrušínský – *uchazeč o roli Merunky
- Jana Kratochvílová – *prodavačka v Jednotě
- Michal Tučný – *velitel požárníků
- Jiří Bruder – *hostinský
- Helena Růžičková – *vesničanka
- Stella Zázvorková – *vesničanka
- Karel Štědrý – *inseminátor
- Ivan Mládek – *strašidlo v lese
- Jaroslav Čejka – *slepice
- Petr Svoboda – reportér
- David Ondříček – *žáček

## Zajímavosti

### Námět a motivy
Autoři scénáře Zdeněk Svěrák a Ladislav Smoljak po svém zareagovali na neustálé žádosti kulturně-propagačních pracovníků o komunální satiru a dovedli ji k absurdní dokonalosti ve vedlejší postavě zedníka Merunky, jehož nekvalitně postavené domy nevydrží Ticháčkovy detonace.
Parodovány byly i tehdejší „akce Z“: v situaci akutního nedostatku financí se scéna pohřbu stařečka Lukeše natáčela jako dobrovolnická brigáda „Kdo má kostým, jde za rakví“ (původní replika zněla „Kdo má nohy, do průvodu“, což bylo nakonec změněno, neboť by ji cenzoři mohli brát jako narážku na prorežimní alegorické průvody). Nezamýšlené důsledky „hurá-akcí“ jsou předvedeny vzápětí – představitel zesnulého (Zdeněk Řehoř) kulhá hned za „svým“ pohřebním vozem a v dalších záběrech se chopí věnce a nad svou rakví pietně postojí. (Protože není prostor cokoliv znovu přetáčet, tato nesrovnalost se vysvětlí dotočeným dialogem na pozadí scény, kde je řečeno, že jde o Lukešova bratra-dvojče.)
Zápletku s využitím výbušnin pro rychlý transport hnoje na polnosti autoři rozvíjejí i ve svém fikčním světě Járy Cimrmana: cimrmanologický seminář na představení Posel z Liptákova (premiéra 1977) zmiňuje zápis z kroniky obce Liptákov, kdy Cimrman po Svatodušních svátcích roku 1903 tento způsob hnojení zkoušel na pozemcích starosty Fulína, ovšem s tristním výsledkem. Skutečností je, že v 70. letech se v ČSSR tento způsob opravdu zkoušel, například v Jilemnici na lánu nad nádražím – a s podobnými nepříznivými důsledky, kdy byly hnojem zasaženy i místní budovy a kolejiště.
Konec filmu jemně naráží i na národnostní dichotomii Československa – jeden z nadšených diváků při odchodu z kina prohlásí: „Stejně jsme my Češi šikovnej národ.“ Kamera v témže záběru najede do vyprázdněného hlediště kina, kde osaměle sedí zachmuřený bývalý „první milovník“ Lenský, představovaný Slovákem Jurajem Kukurou.

### Obsazení
Film překypuje soudobými hvězdami, přičemž některé se objevily jen epizodně v úvodní scéně castingu, pojaté zároveň jako úvodní titulky. Představitelé rolí v Kohoutkově filmu v zásadě hrají sami sebe a mimo záběr jsou vesměs označování svými skutečnými jmény, což celé komedii dává charakter dokumentu o skutečném natáčení.
Samotní autoři si napsali role odpovídající jejich typické filmové profesi – Svěrák scenáristu a Smoljak režiséra. O obvyklé malé role se podělili i další členové Divadla Járy Cimrmana – např. Jaroslav Vozáb hraje představitele tajemníka, s jehož výkonem je režisér Kohoutek tak nespokojen, že ho nakonec nechá v záběru jen zezadu a „v postsynchronu ho namluví někdo jinej“.
Dcery hajného Kaliny (Waldemar Matuška) hrají zpěvačka Olga Blechová (ve skutečnosti jeho manželka), zpěvačka Hana Buštíková (z dua Kamelie) a herečka Dagmar Veškrnová (v písních jí propůjčila hlas Jitka Zelenková, které byla role původně nabídnuta).
Jednu z posledních svých filmových rolí zde ztvárnil Václav Lohniský v roli nepoctivého zedníka Merunky. Zemřel totiž krátce po začátku natáčení a ve filmu jej tak lze skutečně zahlédnout jen v jediném záběru, v ostatních musel být nahrazen dublérem a zabírán pouze z dálky nebo zezadu.
Jiří Schelinger tragicky zemřel (13. dubna) pouhých dvanáct dnů po premiéře filmu (1. dubna 1981) a v konečných titulcích je uveden chybně se dvěma L.

### Natáčení
Režie se ujal specialista na hudební komedie Zdeněk Podskalský, který předtím se Smoljakem a Svěrákem spolupracoval na jejich komedii Kulový blesk.
V jednom gagu bylo využito fyzické podobnosti Ladislava Smoljaka (režisér Kohoutek) s Petrem Spáleným – když se při úvodním castingu postavili proti sobě, byli úmyslně podobně oblečeni, učesáni (včetně stejného zástřihu kníru) a postaveni tak, aby si hleděli do očí – v tu chvíli z nich byli téměř dvojníci a Kohoutek nemohl do role předsedy JZD Rambouska vzít nikoho jiného.
Ve scéně, kde se řeší katastrofální finanční situace produkce po zpackané demolici filmové vesnice, je patrné, že po replice scenáristy Jíši (Zdeněk Svěrák) „A kdy se budou točit dožínky?“ a Kohoutkově reakci „Prosím vás, nás teď zajímají vaše dožínky!“ představitel zuřivého produkčního Šuse Petr Čepek nedokáže udržet vážnou tvář a musí se předklonit, aby nezkazil záběr.

### Hudební složka
Většina písní byla úmyslně přepálená za hranici vkusu, s rozjásanými melodiemi a infantilními texty – platí to zejména pro pásmo Muzikál na návsi. Naopak jiné písně byly poměrně hodnotné a jejich interpreti je pak převzali do svého stálého repertoáru – sem patří např. duet Hany Zagorové a Juraje Kukury Lásko, Amore a duet Waldemara Matušky a Laďky Kozderkové Znám tu louku voňavou, ale i Kukurova sólová píseň Sek' jsem sexem.
Ve filmu účinkují i celé kapely – například Fešáci s Michalem Tučným se předvedou jako sbor dobrovolných hasičů, skupina Apollobeat jako tým traktoristů, Schovanky se převlékly za ošetřovatelky skotu a skupina Kroky s Janou Kratochvílovou hrají obsluhu vesnické prodejny Jednota.

### Pozdější zpracování
- V 1. díle zábavného pořadu Veselé příhody z natáčení vyprávěli Ladislav Smoljak a Zdeněk Svěrák mystifikační historky ze zákulisí vzniku filmu.
- V roce 2018 uvedlo pražské Divadlo Broadway muzikál Trhák s podtitulem Nech brouka žít[2]

## Technické poznámky

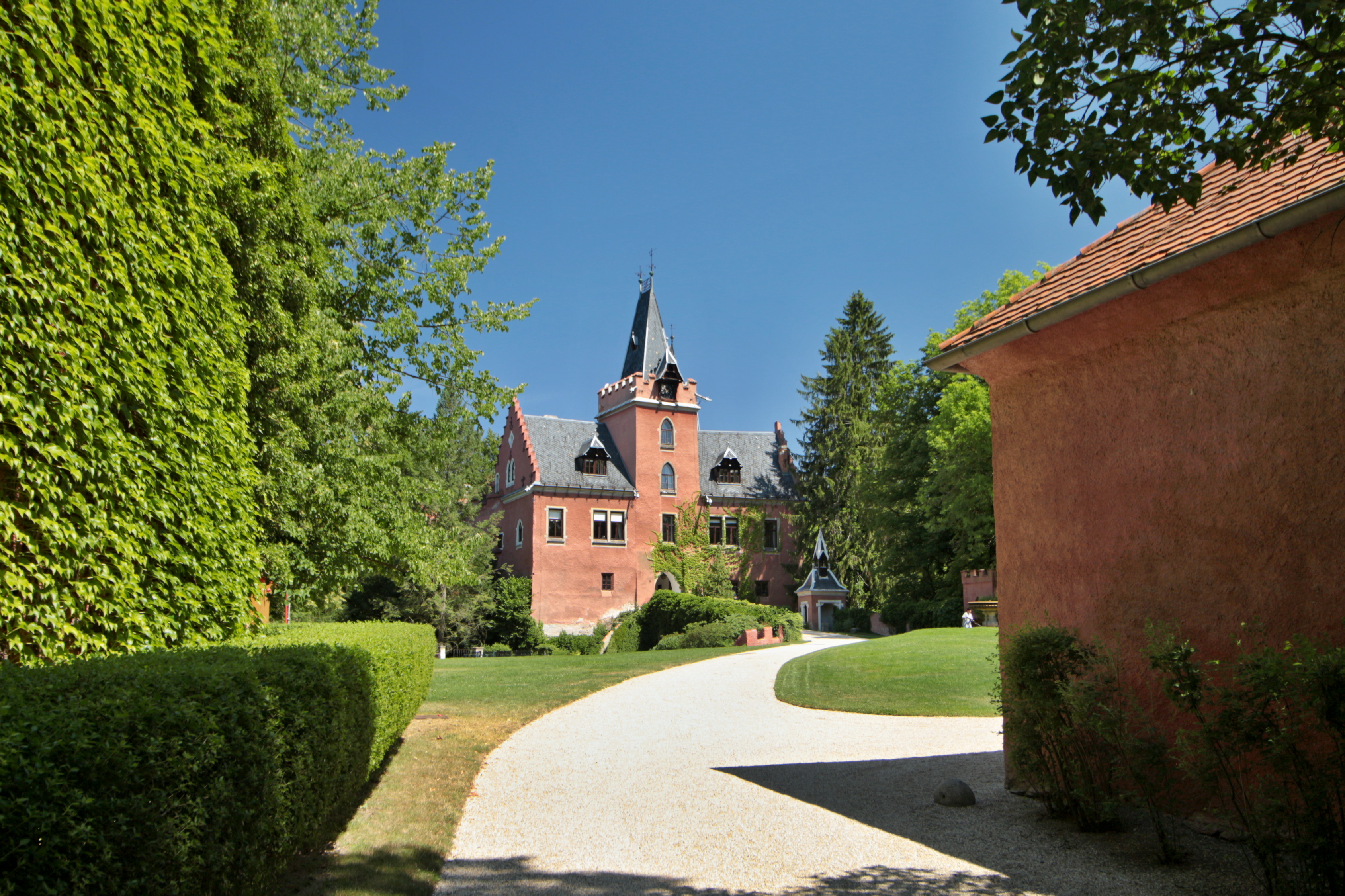
Zámek Červený Hrádek u Sedlčan, jedno z míst natáčení

Ve snímku jsou zřetelně a důsledně rozlišovány scény z natáčení a hotové záběry z filmu – ty druhé jsou úmyslně přeexponovány, čímž působí nereálným, snovým dojmem.
Film se kromě barrandovských ateliérů natáčel na mnoha (zejména jihočeských) lokacích:
- Červený Hrádek u Sedlčan – pravé místo, kde se nachází „produkcí postavený“ Lenského zámeček
- Dřešín – prodejna Jednoty se svůdnou vedoucí Janou Kratochvílovou
- Krušlov – několikasekundové záběry z unikátního vyřezávaného včelínu
- Lčovice – skutečné jméno filmového nádražíčka, ve filmu přejmenovaného na „Lipovec“
- letiště Letňany – „letecké“ záběry Jiřího Korna v kabině práškovacího letadla
- Nahořany – záběry z návsi (táž náves se objevila i mnohem později v pohádce Princezna ze mlejna), Lukešovic mlýn, kaplička s vysokým stromem atd.
- Písek – závěrečná scéna celého filmu z letního kina, kde je představení zasaženo bouřkou
- Prachatice – závěrečná svatební scéna z natáčení filmu, se čtveřicí bílých mercedesů na náměstí
- Předslavice – budova MNV Lipovec; v roce 2012 podle záběrů Streetview velmi zchátralá
- Vlachovo Březí – budova pošty, kde se pošťačka (Laďka Kozderková) nemůže odtrhnout od okna. (Táž budova představuje i vyloupenou spořitelnu ve filmu Drahé tety a já.)
- Volenice – Kalinova hájovna je hájenka Liz

Hasičské auto, na kterém sedí skupina Fešáci, bylo zrestaurováno a nachází se ve sbírkách Vojenského historického ústavu v Lešanech.

## Soundtrack
V 80. letech nebylo v Československu zvykem vydávat soundtracky k filmům. Proto ani písně z Trháku tehdy nebyly vydány a jen některé z nich se objevily v albech jejich interpretů, případně byly vysílány v Československém rozhlasu.
Originální nahrávky se ale dochovaly a asi dvacet let po premiéře konečně vyšly na CD. Mnozí diváci teprve při této příležitosti zjistili, kolik písní a motivů bylo z filmu vystříháno – zda šlo o zásah cenzury, nebo o režijní záměr, však není vždy známo.